# مارتن ييتس
مارتن ييتس (بالإنجليزية: Martin Yates)‏ هو ملحن بريطاني، ولد في 1 يوليو 1958.

## وصلات خارجية
- مارتن ييتس على موقع ميوزك برينز (الإنجليزية)
- مارتن ييتس على موقع أول ميوزيك (الإنجليزية)
- مارتن ييتس على موقع ديسكوغز (الإنجليزية)